# Buchananiella continua
Buchananiella continua är en insektsart som först beskrevs av White 1879.  Buchananiella continua ingår i släktet Buchananiella och familjen näbbskinnbaggar. Inga underarter finns listade i Catalogue of Life.